# 白子雄太郎
白子 雄太郎（しらこ ゆうたろう、1993年1月10日 - ）は、ジャパンラグビーリーグワンの清水建設江東ブルーシャークスに所属するラグビー選手。

## プロフィール
- 清水建設江東ブルーシャークスでキャプテンを務める（2024年9月26日現在）[1]
- 勤務先は清水地所（2024年9月現在）[2]

## 略歴
東京都目黒区出身。慶應義塾幼稚舎の小学5年生からラグビーを始めた。
慶應義塾普通部、慶應義塾高校、慶應義塾大学商学部へと進む。
2015年、博報堂DYメディアパートナーズ（東京都港区）に就職。クラブチームとして他社の選手を受け入れていた清水建設ブルーシャークス（後の清水建設江東ブルーシャークス）に加入した。
2017年、清水建設の関連会社である清水地所（東京都中央区）に転職。清水建設ブルーシャークスでは、フォワードリーダーとなる。
2023年、清水建設江東ブルーシャークスのキャプテンに就任。